# Miss Brasil CNB 2019
Miss Brasil CNB 2019 foi a 5ª edição de um concurso de beleza feminino sob a gestão da CNB - Concurso Nacional de Beleza (representada pelos empresários Henrique & Marina Fontes), a 30ª edição de realização de uma disputa específica para a eleição da brasileira ao concurso de Miss Mundo e o 60º ano de participação do Brasil na disputa internacional. Esta edição ocorreu pela primeira vez na cidade de Bento Gonçalves, tendo sua final realizada no "Dall'Onder Grand Hotel", com transmissão da R7 através de seu portal "Cartão de Visita News". Disputaram o título quarenta e duas (42) candidatas, sagrando-se vencedora a representante do Espírito Santo, Elís Miele Coelho.

## Resultados

### Colocações
| Colocação             | Representação & Candidata |
| --------------------- | --- |
| 1ª Colocada           | - Espírito Santo - Elís Miele Coelho |
| 2ª Colocada           | - Caminho dos Príncipes - Fernanda Souza |
| Finalistas            | - Fernando de Noronha - Iully Thaísa - Rio Grande do Sul - Jéssica Lírio - Santa Catarina - Elizama Aguilar |
| Top 10 Semifinalistas | - Araguaia do Pará - Fabrícia Belfort - Bahia - Isabelle Andrade - Brasília - Maiza Santa Rita - Paraná - Deise Ribas - São Paulo - Michelle Valle |
| Top 20 Semifinalistas | - Amazonas - Nathaly Félix - Costa das Dunas - Larissa Trajano - Goiás - Fernanda Bispo - Ilhas do Araguaia - Geicyelly Mendes - Mato Grosso - Larissa Neiverth - Minas Gerais - Rafaella Felipe - Pará - Isabella Garcia - Paraíba - Larissa Aragão - Rio de Janeiro - Esthéfane Souza - Rio Grande do Norte - Marcelle Bezerra |

### Premiações Especiais
O concurso distribuiu os seguintes prêmios este ano: 
| Colocação                  | Representação & Candidata              |
| -------------------------- | -------------------------------------- |
| Miss Internet              | Espírito Santo - Elís Miele            |
| Miss Simpatia              | Alagoas - Anne Karoline Lisboa         |
| Miss Elegância             | Caminho dos Príncipes - Fernanda Souza |
| Miss Top Model             | Minas Gerais - Rafaella Felipe         |
| Miss Beleza com Essência   | Rio Grande do Sul - Jéssica Lírio      |
| Miss Cartão de Visita News | Ilhas do Araguaia - Geicyelly Mendes   |
| Miss Cordialidade          | Mato Grosso do Sul - Bianca Loyolla    |
| Melhor Entrevista          | São Paulo - Michelle Vale              |
| Miss Destaque              | Madeira Mamoré - Thaisi Dias           |
| Melhor Cabelo              | Paraná - Deise Ribas                   |

### Ordem dos anúncios
| 1. Paraíba 2. Rio Grande do Norte 3. Bahia 4. Costa das Dunas 5. Fernando de Noronha 6. Ilhas do Araguaia 7. Brasília 8. Goiás 9. Mato Grosso 10. São Paulo 11. Espírito Santo 12. Minas Gerais 13. Rio de Janeiro 14. Amazonas 15. Araguaia do Pará 16. Pará 17. Santa Catarina 18. Paraná 19. Rio Grande do Sul 20. Caminho dos Príncipes | 1. Fernando de Noronha 2. Caminho dos Príncipes 3. Paraná 4. São Paulo 5. Santa Catarina 6. Brasília 7. Rio Grande do Sul 8. Espírito Santo 9. Araguaia do Pará 10. Bahia | 1. Rio Grande do Sul 2. Santa Catarina 3. Fernando de Noronha 4. Caminho dos Príncipes 5. Espírito Santo | 1. Caminho dos Príncipes 2. Espírito Santo |

## Rainhas Regionais
As candidatas mais bem classificadas por região do País:
| Prêmio                | Representação & Candidata                |
| --------------------- | ---------------------------------------- |
| Miss Centro-Oeste CNB | - Brasília - Maiza Santa Rita            |
| Miss Nordeste CNB     | - Fernando de Noronha - Iully Thaísa     |
| Miss Norte CNB        | - Araguaia do Pará - Fabrícia Belfort    |
| Miss Sudeste CNB      | - Espírito Santo - Elís Miele            |
| Miss Sul CNB          | - Caminho dos Príncipes - Fernanda Souza |

## Corpo de Jurados

### Final
Ajudaram a eleger a vencedora:
1. Laís Macêdo, cantora;
2. Marina Fontes, co-diretora do CNB;
3. Thiago Malvacini, empresário e coach;
4. Willian Freitas, gerente de licenças do CNB;
5. Andrisa Fregapani, coach da "Livi Treinamentos";
6. Giovano Buckel, gestor do "Iva Espaço da Beleza";
7. Carla Cogorni, Bicampeã Brasileira Sub-23 de Atletismo;
8. Lara Goulart, musicista, jornalista e representante do "Instituto Você";
9. Tamara Almeida, jornalista, apresentadora e Miss Mundo Brasil 2008;
10. Fernando Amaral, representante da rede "Dall'Onder Hoteis";
11. Eliana Ceotto, vencedora da promoção "Super Jurado";
12. Leonardo Henrique, coach da "Livi Treinamentos";
13. Sérgio Mattos, dono da agência de modelos "40°";
14. Doutor Manuel Barrios, cirurgião-dentista;
15. Samuel Costa, Mister Brasil CNB 2018;

## Provas com Classificação Automática

### Classificação Automática ao Top 10
| Colocação            | Representação & Candidata                |
| -------------------- | ---------------------------------------- |
| Miss Social Media    | - Caminho dos Príncipes - Fernanda Souza |
| Miss Beleza Pelo Bem | - Fernando de Noronha - Iully Thaisa     |

### Classificação Automática ao Top 20
| Colocação         | Representação & Candidata              |
| ----------------- | -------------------------------------- |
| Miss Popularidade | - Amazonas - Nathaly Félix             |
| Miss Talento      | - Ilhas do Araguaia - Geicyelly Mendes |
| Cover Girl        | - São Paulo - Michelle Valle           |

## Candidatas
Abaixo encontra-se a lista completa de candidatas deste ano:

### Estaduais
| - Acre - Flávia Ferrari - Alagoas - Anne Karoline Lisboa - Amapá - Débora Layla - Amazonas - Nathaly Félix - Bahia - Isabelle Andrade - Brasília - Maiza Santa Rita - Ceará - Melissa Lins - Espírito Santo - Elís Miele - Goiás - Fernanda Bispo - Mato Grosso - Larissa Neiverth - Mato Grosso do Sul - Bianca Loyolla - Minas Gerais - Rafaella Felipe | - Pará - Isabella Garcia - Paraíba - Larissa Aragão - Paraná - Deise Caroline Ribas - Pernambuco - Yasmin Fernanda - Piauí - Vanessa Araújo - Rio de Janeiro - Esthéfane Souza - Rio Grande do Norte - Marcelle Bezerra - Rio Grande do Sul - Jéssica Lírio - Rondônia - Flávia Alencar - Santa Catarina - Elizama Aguilar - São Paulo - Michelle Valle - Sergipe - Marianna Barreto |

### Insulares & Regiões Sociais e/ou Geográficas
| - ABCD - Thaís Bonome - Alto Tietê-Cantareira - Nathália Gonçalves - Araguaia do Pará - Fabrícia Belford - Bem Viver Paulista - Giovanna Coltro - Caminho dos Príncipes - Fernanda Souza - Caminhos do Alto Vale - Larissa Nehring - Caminho dos Cânions - Roberta Mocelin - Cerrado Goiano - Júlia Alves - Costa das Dunas - Larissa Trajano - Fernando de Noronha - Iully Thaísa - Grande São Paulo - Sandy Menezes - Ilha da Pintada - Bruna Maglioli - Ilha dos Lobos - Ana Flávia Giacomini - Ilhas do Araguaia - Geicyelly Mendes - Madeira Mamoré - Thaisi Dias - Pantanal Matogrossense - Thayná Mello - São Paulo Capital - Ana Júlia Prado - Vale Europeu - Paula Schirmer |

## Designações
Candidatas designadas para representar o Brasil em concursos internacionais à convite da organização:
Legenda
      A representante do Brasil venceu a disputa.
      A representante do Brasil parou na 2ª colocação.
      A representante do Brasil parou na 3ª colocação.
| Candidata & Posição no nacional           | Concurso internacional & local da final                                | Posição na disputa internacional |
| ----------------------------------------- | ---------------------------------------------------------------------- | -------------------------------- |
| Elís Miele (1ª colocada)                  | Miss World 2019 (Final: Londres, Inglaterra)                           | Top 05 · Rainha das Américas     |
| Gabrielle Vilela (1ª colocada em 2017)    | Reina Hispanoamericana 2019 (Final: Santa Cruz de la Sierra, Bolívia)  | 2ª Colocada · Top 3 Melhor Corpo |
| Marjorie Marcelle (1ª colocada) 1         | Miss Grand International 2019 (Final: Caracas, Venezuela)              | 5ª Colocada                      |
| Fernanda Souza (2ª colocada)              | Miss Supranational 2019 (Final: Silésia, Polônia)                      |                                  |
| Inessa Pontes (4ª colocada em 2018)       | Reinado Internacional del Café 2019 (Final: Manizales, Colômbia)       | 5ª Colocada · Melhor Rosto       |
| Joanna Camargo (6ª colocada em 2018)      | Reinado Internacional de la Ganadería 2019 (Final: Montería, Colômbia) | Vencedora · Melhor Cabelo        |
| Lorena Rodrigues (11º. Lugar em 2017)     | Miss Friendship International 2019 (Chengdu, China)                    | 2ª Colocada                      |
| Tainá Laydner (16ª colocada em 2018)      | Miss Eco International 2019 (Final: Cairo, Egito)                      | Miss Eco América Latina          |
| Karine Martovicz (19ª colocada em 2018) 2 | Miss Eco International 2019 (Final: Cairo, Egito)                      |                                  |
| Thylara Brenner (24ª colocada em 2018)    | Miss Continentes Unidos 2019 (Final: Guaiaquil, Equador)               |                                  |

1 Marjorie Marcelle foi eleita em um concurso separado intitulado "Miss Grand Brasil 2019".

2 Karine Martovicz representou o arquipélago de Fernando de Noronha.